# 庙头墓地
庙头墓地，位于中国青海省大通回族土族自治县极乐乡吉拉口村，为青海省市县级文物保护单位，公布日期为1987年7月23日，类型为古墓葬。
庙头墓地的历史年代为青铜时代。